# Rüdiger Henning
Rüdiger Henning (n. 5 noiembrie 1943, Berlin, Germania Nazistă – d. 2 octombrie 2024, Berlin, Germania) a fost un canotor german, medaliat olimpic. A participat la o ediție a Jocurilor Olimpice (1968) în care a câștigat o medalie de aur.

## Participări
Lista de mai jos prezintă principalele competiții la care a participat Rüdiger Henning de-a lungul carierei.
- rowing at the 1968 Summer Olympics – men's eight[*][5]